# NGC 1989
NGC 1989 је елиптична галаксија у сазвежђу Голуб која се налази на NGC листи објеката дубоког неба.
Деклинација објекта је - 30° 48' 2" а ректасцензија 5h 34m 23,4s. Привидна величина (магнитуда) објекта NGC 1989 износи 13,1 а фотографска магнитуда 14,1. NGC 1989 је још познат и под ознакама ESO 423-21, MCG -5-14-4, AM 0532-304, PGC 17464.